# Antanas Mikėnas
Antanas Kazevič Mikėnas (Butkiškiai, 24 febbraio 1924 – Vilnius, 23 settembre 1994) è stato un marciatore sovietico.

## Carriera
Ai Giochi olimpici vanta una medaglia, conquistata nella marcia 20 km a Melbourne 1956, quando arrivò secondo alle spalle del connazionale Leonid Spirin.

## Palmarès
| Anno | Manifestazione  | Sede      | Evento       | Risultato | Prestazione | Note |
| ---- | --------------- | --------- | ------------ | --------- | ----------- | ---- |
| 1956 | Giochi olimpici | Melbourne | Marcia 20 km | Argento   | 1h32'03"0   |      |